# 東方足球隊
東方是香港東方體育會屬下一支香港男子職業足球隊，為香港超級聯賽的參賽球隊之一，成立於1932年，歷史悠久。在香港頂級賽事多次問鼎冠軍，曾經五奪香港頂級足球聯賽冠軍，其他榮譽還包括6次足總盃錦標，在各頂級賽事共奪得24次冠軍。當中於1990年代更曾創造「東方王朝」輝煌時刻，包括連續於1992–1993年及1993–1994年加冕「三冠王」榮譽，是香港足球壇的傳統勁旅。

## 球隊歷史

### 早期歷史
東方足球隊前身華人行足球隊，成立於1925年，由一班在中環華人行大廈工作的足球愛好者創辦，會址位於中環華人行三樓，創辦人包括有賴德財、施利華、何詠泉、施普惠、李炳堂、金百兆、陳富等。1927年成立東方足球隊，其後於1928年又改名為東方體育會，以體現會方於體育運動方面多元發展，並成為一個華人參與的團體，並在富商陳式周支持下，於灣仔莊士頓道288號四樓設置會所。同年，東方獲足總同意加入香港乙組足球聯賽。
1931-1932年度球季，東方原本獲准升上甲組，可是由於爆發「五華會退出」事件，東方與南華、中華、崇正、太古一同宣布退出足球總會賽事。直至1936年，才首次升上香港甲組足球聯賽角逐，1937年10月2日，在陸軍球場（即今旺角球場）上演的香港甲組足球聯賽東方對警察，東方左後衛黃錫炳與警察中鋒莊士頓相撞後倒地不起，傷勢嚴重立即送往瑪麗醫院搶救。原來黃錫炳撞傷了腎臟，延至10月9日早上，終告傷重不治，終年32歲，成為香港足球史上首宗球員死亡事件。10月10日出殯當日，全港原定當天舉行所有足球賽事取消，以示哀悼，黃錫炳遺體安葬於香港仔鷄籠環墳場。
東方於1939–1940年度捧走高級銀牌冠軍，贏得球隊史上首項重要錦標。1955–1956年度奪得甲組聯賽及高級銀牌雙料冠軍，同年代表香港足總奪得第一屆默迪卡盃。東方其餘大部分球季成績均處於中下游，經常受降班威脅，因此在1960–70年代曾有「大家慌」外號。由於東方早年具有右派色彩與親台背景，如台灣媒體《民生報》稱東方為「愛國軍」。故每次與具有左派色彩的愉園對壘，均特別受到矚目，當年被傳媒稱為「國共大戰」。直至八十年代中期，香港主權移交己成定局，東方親右政治色彩轉淡。
在1980年代初期，東方由林建岳擔任總監，鍾立全任足球部主任，組成勁旅參戰，先後成功奪得高級銀牌、總督盃與足總盃當時本地三大盃賽冠軍，卻始終未能重奪甲組聯賽冠軍。1984年，東方解僱西德外援紐尼斯，只賠償14日工資，遭紐尼斯告上國際足協。國際足協於1985年7月13日，判東方需賠償31萬予紐尼斯。後來，林建岳帶兵「上山」，擔任南華足球部主任，東方又再回復「青春班」。

### 東方皇朝
1990–1991年度球季結束後，麗新宣布退出，東方接收其華人及外援班底，實力頓時大幅增強，首季（1991–1992賽季）即奪得甲組聯賽亞軍，其後由1992–1993年度球季起，連奪三屆甲組冠軍，1992–1993年度及1993-1994年度更成為「三冠王」，創出球會史上最佳成績，被稱為「東方皇朝」。其中於1992–1993賽季，東方創下了香港甲組足球聯賽史上空前絕後的輝煌紀錄：首循環賽事獲得全勝兼零失球，成為『三零部隊』（零和零負零失球）。該季東方的主力球員，華人球員有楊健強、李健和、羅繼華、譚兆偉、李偉文、張金華、賴羅球、趙俊明、潘嘉明等；外援則有希福特、奧沙、譚拔士、基亞、歷臣等，全勝紀錄如下：
東方 5–0 南華，東方 2–0 米芝路，東方 4–0 駒騰，東方 3–0 愉園，東方 2–0 快譯通，東方 2–0 傑志，東方 4–0 依波路，東方 2–0 星島，東方 6–0 英軍，球隊共入 30 球。
1995–1996年度球季，因贊助商縮減贊助費而改組青春班，引致成績一落千丈，1996–1997年度球季更於甲組聯賽七支球隊中位列榜末，宣告首次降落乙組作賽。在其後的十年時間，東方一直以業餘球員為骨幹於低組別聯賽角逐，更曾經在2002–2003年度球季中，在乙組聯賽 10 支球隊中位列榜末，而一度降落丙組作賽。

### 浮沉於各級聯賽
2006–2007年度球季，東方在乙組聯賽中以 20 戰 5 勝 4 和 11 負得 19 分排尾二，依例來季需降落香港丙組（甲）足球聯賽角逐。但由於深圳上清飲放棄來港角逐甲組聯賽，東方應足總主席梁孔德之邀請，在2007–2008年度球季重返甲組角逐。東方曾一度因時間倉卒，擔心無法趕及在開季前完成組軍而婉拒，其後梁氏找來600萬港元巨額贊助，東方始決定接受邀請，重返香港甲組足球聯賽。該季東方從南華邀得「三冠教頭」米路出任主教練，亦獲南華、愉園、傑志及康宏晨曦等球隊借出球員成軍，並獲得多名巴西外援加盟。在米路出色的帶領下，配合盧斯奧、洛迪高、法比奧等球員的優異演出，東方終在2007年12月23日舉行的高級組銀牌決賽，以 3–1 擊敗傑志，成功奪取重返甲組後第一項淘汰賽錦標，並取得2009年亞洲足協盃分組賽資格。惟該季球隊的華人球員實力參差不齊，加上整體發揮未如理想，令球隊於聯賽只能處於中下游位置徘徊，最後以 18 戰 4 勝 8 和 6 負得 20 分排名第 7。
2008–2009年度球季，東方宣佈「大換血」，放棄陣中多名職球員，包括主教練米路及多名上季效力球隊的巴西外援，舊將僅黃耀富、余浩邦、馬查度、洛迪高等人留效，並從已散班的華家堡中接收教練團隊及大部分球員，實行以老帶新挑戰甲組列強。但始終該季東方球員的平均年齡較其他球隊小，陣中的年青球員如葉鴻輝、談樂軒、曾至孝、劉念溢等，當時更只得最多兩年甲組的經驗，加上季中開始須應付亞洲足協盃戰線，因此東方於該季的聯賽只能居於中游位置，終以 24 戰 8 勝 4 和 12 負得 28 分排名第 9。此外，為應付季中開始的亞洲足協盃，東方於2009年1月決定增兵，先從天水圍飛馬借用前港隊代表楊正光及國援曾其祥，再從淦源重召老將鮑家耀及羅致效力乙組駿昇大中的尼日利亞外援艾力士等球員。在亞洲足協盃，東方被編排在 G 組，同組對手有泰國勁旅春武里，球隊於主場三戰取得七分，得到不少球迷讚賞，其中包括在2009年5月5日於旺角大球場擊敗春武里，惟東方於作客比賽中未能造出同樣表現，最終以 2 勝 1 和 3 負得 7 分名列小組第三，於分組賽出局。
該季結束後，東方會長林建名通知足總退出甲組行列，並主動要求來季降落丙組（甲）作賽。球隊只保留李健和、羅繼華、鍾皓賢、司徒文俊四名老將擔任教練兼球員，並成功邀得已退役的前港隊前鋒歐偉倫復出助陣，以及前教練及著名足球評述員黃興桂擔任名譽總教練。
2010年2月28日，東方以 1–0 小勝消防，15 戰全勝兼比只餘 3 場賽事，位列聯賽榜次席的浩運多 10 分，提早奪得丙組（甲）聯賽冠軍。惟3月14日受制於國強而只能悶和 0–0，連勝紀錄告終，最終以 19 戰 18 勝 1 和不敗姿態奪得冠軍。其後於丙組總決賽，先以 0–0 賽和南區，再以 2–1 擊敗龍城康體，最後以 1–2 不敵深水埗，3 戰 1 勝 1 和 1 負得 4 分，憑較佳得失球差力壓南區，獲得丙組聯賽總亞軍，惟球隊其後決定放棄升班資格，留在丙組作賽。在其後的兩個球季，東方兩度蟬聯丙組（甲）聯賽冠軍，其中2011–12年度球季更以18戰全勝姿態奪冠，並在該季的丙組總決賽中，先後擊敗屯門足球會、荃灣及東區，三戰全勝獲得丙組聯賽總冠軍，並正式升上乙組作賽。

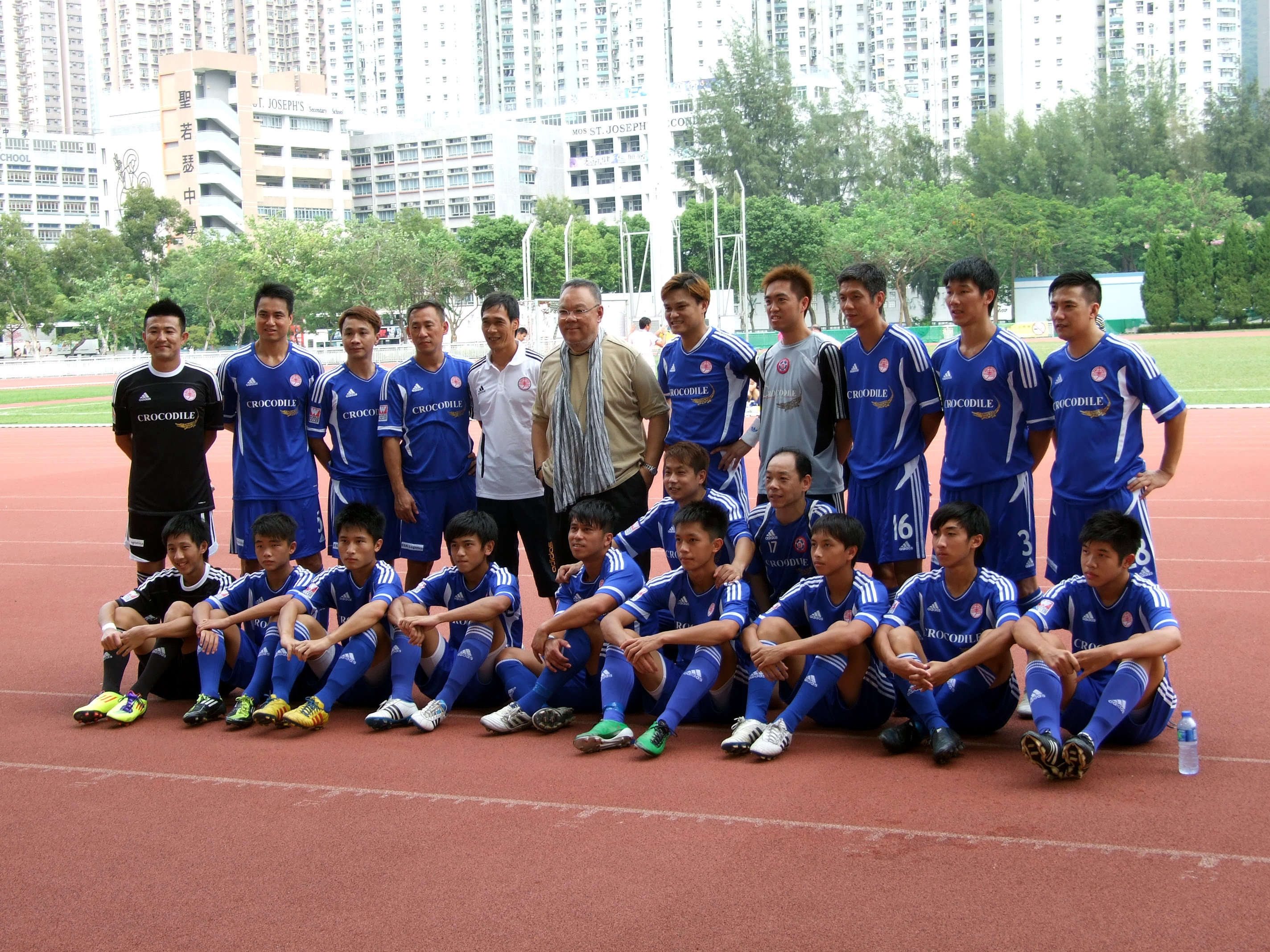
2011/12年球季東方全家福

### 2012–2013球季
2012–2013年度球季，球隊開始以「東方沙龍」名義參賽。適逢該季球隊創立 60 周年，會長林建名加大對球隊的贊助費用，並成功邀得李思明、梁志榮、黃鎮宇、楊熙智、姚學文等前港隊代表及甲組球員加盟，配合於球隊青訓系統出身的年青球員，組成共 30 人大軍征戰乙組。林氏更直言期望球隊於該季取得前三名（由於2013–14年香港甲組足球聯賽將增加至十二隊，該季甲組採取「升三降一」制度），來季升上甲組角逐，惟球隊在開季初期發揮未如理想，首循環完成後更淪落至聯賽榜中游位置，正當球圈中人認為球隊升班幾近絕望之際，球隊在次循環回復勇態，在2013年3月24日的升班關鍵戰更以 1–0 小勝愉園，最後球隊獲得乙組季軍，重返甲組角逐。足總安排東方以荃灣的城門谷運動場作為主場，引起東方總監梁守志不滿，指該球場地點偏遠交通不便，入信足總要求與南華共用香港大球場作為主場。

### 2015–2016球季
2015年，東方派出女子足球隊參加香港足球總會主辦的香港女子足球聯賽。同年12月，教練楊正光轉投中國足球甲級聯賽球會梅州五華擔任助理教練一職。助教陳婉婷提升為教練，成為香港及亞洲首位男子職業足球會的女教練。2016年1月24日，東方取得球隊史上第十個高級組銀牌賽冠軍獎盃，於決賽以 2–0 擊敗冠忠南區成功衛冕。2016年4月22日，東方作客以 2–1 擊敗南華，提早一輪奪得2015–16年香港超級聯賽冠軍。2016年5至6月份已為來季2016–2017年球季作準備。首先在中堅位置購入亞洲外援澳洲籍的米曹，再從南華收購防守中場梁振邦及收購香港飛馬前鋒麥基，再在夢想駿其回收三名小將分別是右後衛謝朗軒，左後衞姚浩明，左中場黃梓浩。

### 2016–2017球季

#### 龍獅入主
2016年6月，東方棄用防守中場聶淩峰、澳洲外援進攻中場美亞及澳洲外援中鋒巴域斯。2016年7月18日，會長黎同光宣佈辭任會長一職，東方隨後亦宣佈放棄亞冠盃參賽資格由傑志補上，同日宣佈因資金問題已經與新簽入的前西甲外援米基阿路巴連拿解約。2016年8月12日，東方體育會宣佈，新贊助商是來自中國的南海能興集團，因贊助商關係，以龍獅冠名，以東方龍獅之名出戰2016-2017年港超聯球季。2016年11月21日，由於隨後東方財政已回復正常，香港足總稱已在獲得亞洲足協官員批准下，重新申請由東方代表香港出戰2017年亞洲聯賽冠軍盃，並成首支晉身亞冠聯分組賽階段的香港球隊。2016年12月13日，亞洲足協為2017年亞洲聯賽冠軍盃小組賽進行抽簽。東方將參與球會成立以來首次的亞洲聯賽冠軍盃並與中、日和韓的球隊同組，分別是中超的廣州恆大、K聯賽的水原三星藍翼及日職的川崎前鋒。東方的首戰於2017年2月22日進行，將客場對陣廣州恆大。2017年2月21日，司職守門員的青年軍球員李溢晉，在足總抽樣禁藥檢測尿液樣本中呈陽性反應，觸犯亞洲足協反禁藥條例2016版本，被香港足球總會判罰停賽2年。2017年5月6日，港超煞科日在旺角大球場進行、由在賽前榜首領先1分的東方龍獅對次席傑志一仗決定聯賽冠軍誰屬，亦是自2006–07球季甲組聯賽南華對傑志後，相隔十個球季後再掛紅旗，最終東方龍獅以 1–4 落敗，失落2016–17賽季港超聯冠軍及2018年亞冠盃分組賽資格。當季東方龍獅因分心應付亞冠盃下未能兼顧本地賽事，最終該季獎盃只有季初社區盃四大皆空。2017年5月20日，東方龍獅於季後附加賽4強以6–1大勝南華，而東方於半場時由主席康寶駒向球員鄭少偉送贈 19 號簽名波衫，賽後東方龍獅職球員亦穿上印有鄭少偉 Cute 版頭像及「Thank You」的上衣向將於季後退役的他致謝。5月27日，東方龍獅於季後附加賽以 3–0 擊敗冠忠南區，取得明年亞冠盃第二圈外圍賽資格。

#### 首戰亞冠盃
2017年1月23日，東方龍獅公佈外援洛迪古斯、迪高、羅拔圖及亞援米曹入選出戰亞冠盃分組賽的外援名單。2月22日，史上首支參與亞冠盃分組賽的東方龍獅於天河體育場作客兩屆亞冠盃盟主廣州恒大，在上半場已經接連有黃梓浩及黃志聰因領红牌被逐的東方龍獅，在大部分時間踢少兩人的情況下，最終以 0–7 慘敗。3月1日，東方於亞冠盃分組賽第二輪主場旺角大球場迎戰上季的日職季軍川崎前鋒，西班牙外援洛迪古斯在上半場禁區博得奈良龍樹犯規，後者被即時罰紅牌離場及判罰十二碼，由洛迪古斯親自操刀射成 1–0，兼取得東方龍獅在亞冠盃的首個入球，最終雙方以 1–1 打平，取得香港球會歷史上在亞冠盃賽事中第一球和第一分，而賽後隊長葉鴻輝則獲亞洲足球協會為賽事最佳球員。3月14日，東方龍獅於亞冠盃分組賽第三輪，由於球隊 4 名註册外援中有洛迪古斯及迪高 2 位主力受傷，最終東方龍獅到完場前 12 分鐘才失守，最後僅以0–1落敗。4月12日，東方龍獅於第四輪作客水原三星藍翼，賽前球隊有外援中堅主力羅拔圖累積黃牌停賽，最後球隊以0–5大敗。4月25日，東方龍獅於亞冠盃分組賽第五輪主場以 0–6 不敵廣州恒大並提前分組賽出局，5月9日，賽前已篤定出局的東方龍獅於亞冠盃分組賽第六輪作客以 0–4 不敵日本川崎前鋒，不過川崎前鋒在主場等等力陸上競技場拉起印有「我們真心感謝上次東方體育會的親切款待！多謝你地！」的橫額感謝東方會方在川崎前鋒作客香港時協助解決部分球迷的票務問題，最終首次參賽的東方龍獅在亞冠盃分組賽最終以1和5負排小組最尾完成賽事。

#### 與廣州恒大比賽爭議
4月25日，東方龍獅於亞冠盃分組賽第五輪主場以 0–6 不敵廣州恒大並提前分組賽出局，雙方球員在中場時間於球員通道一度發生之衝突，以及於球賽尾段廣州恆大球迷區舉出一幅疑似政治及種族歧視的「殲英犬，滅港毒」大型橫額並以廣東話粗口攻擊東方球迷，引發主場球迷不滿，更有小數球迷走到場邊起衝突，幸被球場保安及時阻止，標語高舉不足 1 分鐘，便被香港足總場地職員及在場保安勸告收下，而東方已即時向香港足球總會及亞洲足球協會委派的場監匯報，同時間在完場後，東方已就上述兩件事件入信向亞洲足協匯報，於4月27日，亞洲足協正式起訴廣州恆大違反了亞洲足協 58 條的歧視及 65 條球迷不當行為。5月5日，亞洲足協紀律委員會召開會議後，宣佈裁定廣州恒大違反AFC紀律和道德守則第 58 及 65 條附例，展示涉及國籍來源及政治意見的歧視性標語，因而判處廣州恆大未來兩場亞洲球會賽需閉門作賽，但緩刑兩年執行，另被罰款22,500美元。5月27日，亞洲足協宣布東方龍獅於亞冠盃G組在旺角大球場以 0–6 不敵廣州恆大的賽事中，有球迷高舉帶有政治色彩的港英旗，違反《亞足聯紀律準則》第64及65條，因此東方被罰1萬美元（約7.8萬港元），並被告知下次再犯將面臨更嚴重處罰。

### 2017–2018球季
2017年5月27日，東方龍獅宣佈由於亞洲足協將分階段開設相關專業級教練課程，主教練陳婉婷為了提早完成亞洲足協專業級教練課程以應付未來更高層次需要將負笈海外專注進修，而在陳婉婷進修期間將會留任教練團成員為球隊提供技術分析，而副總監兼助教司徒文俊將會接任主教練全權負責新球季領軍任務；近年專注培育青年軍的副總監李健和及羅繼華亦會重返一隊教練團從旁協助司徒文俊主理各項訓練安排，其餘教練團成員包括黃鎮宇、羅志焜、黃展鴻及守門員教練鍾皓賢，外援方面東方龍獅加入芬蘭國腳級前鋒古高、曾奪亞冠盃的巴西進攻中場沙巴及近年轉戰泰國的韓國亞援中堅曹泰根，而本地球員則獲得4位香港隊成員加盟包括李志豪、張健峰、羅港威及林學曦。因菁英盃改制規定每隊都需要派出最少兩名U22球員上陣，所以東方龍獅亦從青年軍及預備組擢升李嘉華、茹子楠、嚴梓維、朱俊僑以及北村祝。2017年8月22日，東方龍獅和香港大學達成合作協議並租用位於港島沙灣徑的何鴻燊體育中心及真草足球場進行操練。
2018年1月18日，港超次回合在主場旺角大球場迎戰宿敵傑志，在後防多次失誤下，慘吞七蛋，其後由麥基破蛋，惟不久後再被對方攻入一球，最後以1:8慘敗，是東方龍獅今季乃至重返頂級聯賽後最大敗仗。主教練司徒文俊1月19日辭職，會方挽留改任行政經理，主教練一職由副主教練李健和接任。
2018年1月23日，亞冠盃第二圈外圍賽賽事於主場旺角大球場硬撼清化，在勞高先入一球下，最終被對手反勝以2：4飲恨出局無緣晉級亞冠盃附加賽。代表着直到2020年也無法再直接晉級亞冠盃分組賽。
2018年1月27日，於高級組銀牌決賽在香港大球場決戰陽光元朗，東方龍獅受到傷病球員問題困擾，只能排出4231陣式應戰，無奈後防失誤，由陽光元朗前鋒艾華頓射入先失一球，下半場重整旗鼓，無奈後防再度犯錯，被陽光元朗祖連奴射入再失一球，其後東方一對翼鋒勞高及麥基先後錯失了入球機會，尾段東方龍獅全軍壓上，導致後防空虛，被對方偷襲得手，由劉浩霖近門射入。最終東方龍獅以0：3落敗，只得高級組銀牌亞軍。

### 2018–2019球季
東方龍獅2018-19年度球季於2018年7月19日正式開操，公佈今季班費三千五百萬港元，並宣佈「牛丸」陳婉婷再任主教練，同時教練團加入守門員教練范俊業，英籍助教格拉咸，強調銳意年輕化，目的增加球隊活力，回收外借球員姚浩明、劉浩霖、謝朗軒，重點羅致香港隊中場林嘉緯。外援球員方面，日籍亞援井村祐輔，前鋒洛迪古斯繼續留隊，並羅致上季元朗表現出色嘅前鋒艾華頓，葡甲巴日混血兒中場笠臣。
2019年2月4日，東方龍獅足球隊宣布球隊主教練陳婉婷請辭，球隊主教練一職將由教練黃鎮宇暫代。
2019年2月14日，球隊宣布邀得前拉脫維亞國腳安祖·史杜錫（Andrejs Štolcers）接替10日前辭職的陳婉婷成為主教練，兼任球隊技術總監。東方龍獅同時宣布委任戴偉浚之父親戴文康為球隊特別顧問，並宣布與葡甲球會科瓦彼達迪成為長期策略合作伙伴。
東方龍獅最後只能以第五名完成2018–19年香港超級聯賽。

### 2019–2020年球季
球隊7月17日於將軍澳足總訓練中心開操，今屆邀得上季港超聯冠軍和富大埔主教練李志堅擔任球隊總監及主教練，同時球隊宣佈梁守志將卸任球隊總監一職。陣容上繼續年輕化，簽入多名本土華將，如劉學銘、胡晉銘、梁冠聰、李家豪、李嘉耀、曾文輝、鍾偉強、翟廷峯、播磨浩謙、馮慶燁等，且決定在葡甲協盟球會科瓦彼達迪召回中場茹子楠。外援球員方面，留用迪高及艾華頓，羅致佳聯元朗巴西前鋒慕沙、和富大埔後衛艾華度及中場利馬。
2020年1月1日，東方龍獅宣布簽入辛祖及盧卡斯兩位射手，打算增強火力在下半季打江山，與其他強隊競逐聯賽錦標。
2020年1月30日，東方龍獅副主席游永強宣布與法乙球隊索察成為兄弟球會，並安排2位青年軍球員前往當地學法，除擴大「Project E」青訓版圖外，望學員他日回饋香港足壇。
2020年9月28日，在香港大球場舉行2019–20年香港足總盃決賽，東方龍獅以2–0擊敗富力R&F。
2020年10月2日，在旺角大球場舉行2019–20年香港高級組銀牌決賽，東方龍獅以2–0擊敗理文。

### 2020–2021年球季
簽入杜度、林恩許、費蘭度及重簽馮慶燁加強球隊實力。
2021年4月7日，在旺角大球場舉行2020–21年香港菁英盃決賽，東方龍獅以2–0擊敗愉園首奪冠軍。會方賽後指將此獎盃獻給年初因病離世的會長林建名博士。
因賽程濃縮，傷兵過多關係，於爭標組最後一仗在香港大球場不敵傑志，東方龍獅最終以第二名完成2020–21年香港超級聯賽。
2021年5月28日，東方龍獅宣布原兼任總監及主帥的李志堅將卸任主教練職務，僅維持總監一職。而助教盧比度將暫代主教練職務帶隊出戰亞協盃賽事。
盧比度升為暫代主教練後，聲明來季球會多用自家青訓兼中場茹子楠。在新人事，新作風，盧比度指出在與球會管理層溝通後，來季將以新面貌示人，包括讓本地及年輕球員更多上陣機會。對於班費調整一事，盧比度表示：「球會希望在一隊組軍方針作出調整，我哋希望有長遠計畫，資源運用上會更注重青訓。」東方近日就由U18梯隊提升中場李卓軒、中場呂卓芹及龍門鍾凱文三位小將至一隊。
亞協盃J組分組賽，東方龍獅因第一場不敵理文，即使第二、三場連勝220體育會（蒙古）與臺南市FC（中華台北），也無緣晉級。

### 2021–2022年球季
2021年7月1日，東方龍獅宣布足球隊代理主教練盧比度正式委任為球隊來季主教練。
2021年8月9日開操、高尼路回巢做助教，一口氣簽入八名球員、包括三名西班牙外援、曾經有一位外援有西甲經驗、三名外援稍候到埗。其他五名球員包括巴西外援中場米基爾、中場林柱機、中場林樂賢、中場伍家揚、中鋒朱偉鈞、收回三名借將、分別是中堅劉學銘、中堅胡晉銘、中場茹子楠、目標聯賽冠軍及亞協盃爭取好成績。
2021年12月8日本會青年軍U18中場兼副隊長黃偉駿經一隊主教練盧比度多次觀察，決定提拔他至一隊跟操，爭取人生首份職業合同。
2022年1月因為疫情關係，封閉球場。球隊分批去到西九文化區藝術公園大草地、沙灘練波，保持訓練量，以迎接2022亞協盃分組賽賽事。
2022年3月4日，吉爾吉斯國腳高素巴耶夫來投；4月22日，為加緊備戰2022亞協盃分組賽，宣布西班牙藉教練基斯普將出任體能教練兼數據分析員，全力協助球隊爭取亞協盃分組賽出線席位。

#### 2022亞協盃
2022年5月31日，東方於亞協盃前席宣布基頓、艾華頓、艾華度及杜華利的合約屆滿，將會離隊；後衛亞歷斯祖則以個人理由提出離隊，最終雙方達成共識下提前解約；6月13日，東方宣布亞協盃大軍名單，早前獲提拔的U18中場兼副隊長黃偉駿將隨隊參與賽事；6月19日，東方再於亞協盃前席宣布後衛馮慶燁及中場林柱機以個人理由申請提早離隊；6月20日，東方宣布剛完成港隊賽事的茹子楠則因健康理由，獲准退隊；6月24日，東方首場即面對理文，葉鴻輝及黃梓浩與李嘉耀均因傷缺陣，改由廖富源把關；孫銘謙則因兩年前為大埔出戰亞冠外圍賽時領紅而停賽。在早段落後一球下，於上半場16分鐘，年僅18歲的自家青訓球員馬希偉冷靜攻入扳平一球，其後臨完半場前再放長傳助攻予巴杜姆射成2：1。換邊後61分鐘，巴杜姆接應梁冠聰開出的右路角球，前者於尾柱無人看管下輕鬆頂入，拉大比分至3：1，結果東方保住勝局以3：1擊敗理文；6月30日，憑中場米基爾、前鋒巴杜姆及孫銘謙的入球，以3:1擊敗臺南市FC，在亞協盃J組中兩戰全勝並以首名出線，是球隊創會九十年以來首次殺入亞協盃淘汰賽階段。
2022年7月東方宣佈陣中球員費蘭度、李嘉耀、林恩許、伍家揚、米基爾、呂卓芹、鍾偉強及教練基斯普已約滿，並將在完成隔離後離隊；而外借球員黃威、劉學銘、林樂賢及唐道碧亦已約滿。

### 2022–2023年球季
東方受疫情陰霾影響，2022/23球季將資源重整，再進一步年輕化球隊。7月23日，早前隨隊參與賽事U18中場兼副隊長黃偉駿正式人生首份職業合約。同日早前由U18提拔至一隊跟操的尼泊爾籍中場柏拔，亦人生首份職業合約；7月26日，繼柏拔及黃偉駿後，球隊宣布再與U18梯隊翼鋒球員李俊霆將簽訂職業學徒合約。球隊青訓總監指將繼續為本地足壇培育後起之秀﹐訓練和發掘有潛質的青年球員；8月3日，東方開始公布新球季動向，訓練服及比賽球衣的會章將會復刻九十年代的設計，訓練服會參考當年「東方皇朝」時期的經典綠色，讓年輕一代傳承這段輝煌時刻；8月4日，球隊宣布年青球員黃皓雋加盟，主教練盧比度深信只要給予他機會發揮，未來會有很大的進步空間；8月6日，東方讓5名U18青訓梯隊球員包括：徐浩賢、劉浩揚、蕭頌楠、包和及楊棟棋跟隨一隊操練一個月，而副主席游永強先生亦有到場觀操並勉勵一眾球員並指球會方有着切實及長遠的發展計劃，將本地球員的水平『外援化』是我們未來發展藍圖上其中一大目標，球隊將積極培育新血，提供平台讓年輕人踏上職業足球員之路，幫助香港足球發展更上一層樓；8月11日，宣布與U18青訓梯隊球員現年16歲的楊棟棋簽訂職業學徒合約。

#### 茹子楠轉投梅州客家
8月21日，東方宣布自家青訓球員茹子楠落實轉投中超球隊梅州客家，轉會費則因雙方球會協議未有透露。

#### 出戰亞協盃跨區4強
東方季初時大軍名單只有20人，主教練盧比度公開表示今季需以「生存為目標」；8月27日完成首輪聯賽對和富大埔後﹐8球隊便隨即遠赴烏茲別克；8月29日，球隊宣布出征名單，除黃偉駿及鍾凱文外，其餘18人均隨隊。9月6日，東方於亞協盃跨區4強作客烏茲別克球隊索迪亞拿，大換血之下球隊實力削弱了不少，最終力戰下，以一球僅敗。
東方回港一個月後，宣布簽入中華台北混血中場蔡立靖；10月9日，球隊菁英盃面對傑志，需先有巴杜姆攻入領先一球，惜及後U22門將鍾凱文犯錯導致先輸12碼，最終東方負傑志1:5；10月28日，新升上一隊的尼泊爾籍中場柏拔，從入境部門取得特區護照，入籍成為香港人；11月13日，港超聯第5周東方對標準流浪的賽事，是後衛黃梓浩代表球會的第100場比賽；11月24日，東方再宣布史雲斯頓來投，加強後備板凳深度；12月10日，東方於菁英盃在香港仔運動場對標準流浪一役，先後派出7名U22球員上場，其中大膽讓5名U22球員包括鍾凱文、黃皓雋、柏拔、馬希偉及李卓軒出任正選，7名球員合共上陣394分鐘，其中6名球員更是本土自家青訓，該仗東方賽和對手0:0；12月19日，球隊宣布簽入前蘇格蘭U16青年隊球員、出身自蘇超球隊赫斯的青訓系統的鐘樂安，此子於「拆禮物日」代表球隊上演高級組銀牌準決賽對標準流浪的地標戰，最終成功助球隊守住1:0的勝局，殺入決賽。

#### 失落高級組銀牌決賽
1月22日，高級組銀牌決賽中，球隊憑巴杜姆頭鎚追平1:1，於法定時間與傑志戰至120分鐘，在互射十二碼階段先有黃梓浩及孫銘謙射失，最終不敵對手失落冠軍，賽後門將葉鴻輝雖當選賽事最佳球員，卻罕有地淚灑球場。
2月1日，東方於轉會窗死線前壓哨簽入簡古爾；2月5日，球隊對廣東屬地紅，陣容以8名青年球員擔任正選，其中包括高銘浩、蕭頌楠、楊棟棋、李俊霆及馬希偉，並由廖富源擔任隊長，易邊後再先後換入黃皓雋、鍾凱文、蕭政、林千裕等球員，共派出15名U22青年球員作賽，最後於十二碼階段以5:6碼不敵廣東蜀地紅；4月10日，球隊於菁英盃分組賽最後一場與傑志爭奪最後一個出線席位，開賽3分鐘先有馬高斯勁射開紀錄，及後下半場再有孫銘謙禁區外遠射收死對手門將，最終以2:2賽和對手，賽後以得失球較佳力壓同樣取得17分的標準流浪奪得小組首名出線資格；4月20日，菁英盃準決賽，於補時階段被理文以0:1「絕殺」，無緣決賽。

#### 孫銘謙成港超聯單季入球最多的華人球員
5月7日，東方對深水埗的煞科戰因天雨關係腰斬，賽事延至同月14日舉行，孫銘謙於76分鐘及補時階段的入球，讓他於今季各項賽事累積合共攻入14球，這是他職業生涯個人新高，同時打破冠忠南區前球員夏志明於2020/21年創下單季攻入13球的紀錄，孫銘成為港超聯成立以來單季入球最多的華人球員，該仗東方以4:0大勝深水埗，最終以第四名完成聯賽。
5月17日，香港賽馬會冠名贊助菁英盃下，今季新增的「最佳U22球員」獎項，鍾凱文獲球隊的職、球員一人一票方式，以2票之差力壓黃皓雋投選出成為隊中「最佳U22球員」。
5月23日，香港足球明星選舉頒獎禮，孫銘謙及黃皓雋獲選一同奪得最佳青年球員的榮譽，是球會首次有兩位候選球員共同獲獎；門將葉鴻輝獲選為最佳十一人，是他第十次榮獲此殊榮，成為現役球員獲得此獎最多次數的球員；孫銘謙繼最佳青年球員後，同時首奪最佳十一的獎項。而首奪最佳十一人 · 前鋒的榮譽，令他繼陳肇麒後首位奪得此獎的華人球員；球隊主教練的盧比度力壓當季奪「三冠王」傑志主帥朱志光首奪最佳教練，亦是他繼2010-11球季當選香港足球先生後再獲獎，成為名宿山度士後第二名獨攬兩項殊榮的得獎者。
5月31日，東方宣布蔡立靖、簡古爾及再度回歸的亞歷斯祖離隊。6月30日公佈球員李卓軒、黃偉駿、胡晉銘、巴杜姆、朱偉鈞離隊。7月4日再宣布史雲斯頓及劉浩揚離隊。

### 2023–2024年球季
球會主席鄭啟明先生在2023年6月9日和隊長葉鴻輝續約。6月10日可以勝任翼鋒或前鋒余在言加盟東方。6月13日球隊與「最佳青年球員」之一的黃皓雋續約。6月28日，東方從香港U23簽入守衛黃浩然。
7月6日，球隊設立「東方足球隊獎學金獎勵計劃」，資助具備潛質及立志成為職業足球員的青年梯隊球員踏上職業之路，首屆計劃得獎者將由U16梯隊兩位球員蕭政及高銘浩獲得。新季蕭政與高銘浩將透過計劃加入至一隊隊中，參與日常操練及有機會出戰港超聯的比賽。7月7日，球隊宣布從理文借得西班牙籍前鋒洛迪古斯加盟至季尾，他將披起9號球衣，為球隊增添前線攻擊力。7月9日，球隊宣布與孫銘謙續約，並讓他在騰空的7號及10號球衣之間選擇，結果7月10日他透過球會社交媒體平台公布成為這老牌球會新一代10號球員。

##### 美建集團入股
7月13日，球隊舉行公開操練日，正式對外宣布獲球會主席鄭啟明先生旗下美建集團注資全力支持，而有關易名一事已獲足總接納，東方龍獅的「龍獅」兩字將會刪去，球隊將以「東方」（Eastern FC） 名義作賽，其會徽及管理層將不會有所變動。新季將會以「WE BELIEVE 」為球會今季口號，以信念衝破一切難關。
8月10日，東方舉行發布會宣佈與XDAG基金會簽訂贊助協議，成為本年度足球隊球衣的胸口商標贊助商及合作夥伴。是次合作XDAG基金會將提供贊助金額高達港幣7位數字，除球衣的胸口印有XDAG標識外，球隊社交媒體亦由XDAG基金會贊助發佈。
2月6日，東方在上環舉行發布會，欣然宣佈原有的贊助商美建集團、鄺文記、潪㵆發展及今年首次贊助足球隊的XDAG基金會，將即日起注資球隊成為股東參與者，參與更多球會工作及事務。四位參與者公司均在港註冊上市，會方現時是百分百的港資球會。

#### 孫銘謙轉投滄州雄獅
2024年2月29日，東方在社交媒體宣布，陣中前鋒孫銘謙將轉會至中超球隊滄州雄獅，轉會費則因雙方球會協議將不對外公開。
東方在孫銘謙離隊後，戰力未有減退，陣中多位自家青訓開始有更多上陣時間。其中馬希偉與吳宇曦在比賽中表現出色，兩位球員先後在賽後首次奪得「PLAYER OF THE MATCH」的獎座。

#### VAR手球爭議
2024年4月8日傍晚，東方鑒於2024年4月6日港超聯傑志對東方的比賽中，指有傑志球員在禁區內疑似犯手球但未獲裁判團隊及視像助理裁判(VAR) 進行視像覆核向中國香港足球總會及裁判小組提出質疑。事件中，東方連日於社交媒體上發文對球證提出質疑，及後獲足總及裁判總監張炎有就VAR裁決親自解畫。會議由由足總裁判總監張炎有主持，東方有副主席游永強先生、主教練盧比度、球隊經理陳子龍及體育總監黃嘉華代表出席，會後盧比度代表發言，認為會議有助釐清部分誤會，惟雙方未能就手球判決達成共識。

#### 6 奪足總盃
2024年6月1日，東方與深水埗上演足總盃決賽，在90分鐘法定時間互無紀錄後，球隊在加時先由高素巴耶夫及巴科爾入球領先，深水埗則有尼高拉斯及鄧嘉追和。球隊到加時下半場終由巴科爾奠定勝局，贏得第六個足總盃冠軍。

### 2024–2025年球季
東方繼續創新思維及大膽起用年輕球員的決策，以「WE DARE」為24–25年球季口號。
東方以23–24年度香港足總盃冠軍身份，躋身2024年至2025年亞足聯冠軍聯賽二級聯賽分組賽E組。可惜最後以6戰1勝5負3分成績居組尾，無緣躋身十六強。
在多名主力球員於季中離隊或受傷的情況下，東方最後只能以第三名完成聯賽。但是，東方分別奪得高級組銀牌賽及足總盃冠軍。

### 2025ー2026年球季
東方有5名新球員加盟，包括基華尼頓, 具滋龍, 姚浩明,張廣然及劉君正等。

## 球隊名字以及冠名變遷
| 年度          | 球隊中文名稱 | 球隊英文名稱       |
| ------------- | ------------ | ------------------ |
| 1932年–2012年 | 東方         | Eastern            |
| 2012年–2014年 | 東方沙龍     | Eastern Salon      |
| 2014年–2016年 | 東方         | Eastern            |
| 2016年–2021年 | 東方龍獅     | Eastern Long Lions |
| 2021年–       | 東方         | Eastern            |

## 球會文化

### 會歌
東方足球隊會歌名為《東方傳奇》，由郭偉亮作曲，潘源良填詞，林子祥主唱，只於「東方沙龍」時期出現。

### 吉祥物
東方足球隊曾設立吉祥物，男的名為「東東」，女的名為「龍龍」，只於「東方沙龍」時期出現。

### 球會寶貝
「球會寶貝」2012球季開始採用作為打氣用途，每季的球會寶貝也不同，只於「東方沙龍」時期出現。

### 足球遊戲
Konami於2017年9月14日推出遊戲PES2018 ，遊戲內的「2017年亞冠盃模式」加入了東方足球會，讓東方成為了史上首間香港球會正式登陸該人氣足球遊戲：2016/17球季的陣中球員俱悉數收錄：包括香港隊隊長葉鴻輝、前香港足球先生基奧雲尼等。
2021年11月15日，東方與手機遊戲「BFB 創造球會 」推出合作活動，登入遊戲可以獲得限定遊戲獎勵，亦加入限時扭蛋機，有機會得到梁振邦、梁冠聰、艾華頓、費蘭度及茹子楠五名球員。11月18日，於港超聯對冠忠南區一戰當天前往球會的攤位，領取BFB球迷限定禮包，便可於遊戲中獲得東方龍獅門將葉鴻輝及其他豐富遊戲道具。

## 主要對手

### 愉園
1949年中華人民共和國成立後，中國國民黨和中國共產黨在香港的競爭從來沒停止過，足球成爲左右兩派兵家必爭之地。當時東方同傑志，星島一樣被視為香港右派的代表，而愉園為香港左派勢力的主要代表。多年來國共兩黨透過香港代理人，游說商家富豪在金錢上支持，組成具競爭實力的大型班，成爲爭奪錦標的主要力量。作爲左派中最成功的球隊，「愉園」得到了霍英東强力支持。
由於東方早年的右派色彩與親國民黨背景，如民生報稱東方為「愛國軍」。故每次與愉園對壘，均特別受到矚目，當年被傳媒稱為「國共大戰」。

### 傑志
自2013/14球季，東方重返頂級聯賽開始，一直與傑志，因成績、主場等形成「宿敵」關係。

## 亞洲賽事歷屆成績
| 未進行 | 勝出 | 賽和 | 落敗 |

| 東方於亞洲賽事歷屆比賽紀錄 | 東方於亞洲賽事歷屆比賽紀錄 | 東方於亞洲賽事歷屆比賽紀錄 | 東方於亞洲賽事歷屆比賽紀錄 | 東方於亞洲賽事歷屆比賽紀錄 | 東方於亞洲賽事歷屆比賽紀錄 | 東方於亞洲賽事歷屆比賽紀錄 |
| 球季                       | 賽事日期                   | 賽事名稱, 階段             | 賽果                       | 對賽隊伍                   | 比賽地點                   | 東方入球球員               |
| -------------------------- | -------------------------- | -------------------------- | -------------------------- | -------------------------- | -------------------------- | -------------------------- |
| 2009                       | 3月10日                    | 亞洲足協盃分組賽，第一輪   | 1–4                        | 春武里                     | 春武里市                   | 黃鎮宇                     |
| 2009                       | 3月17日                    | 亞洲足協盃分組賽，第二輪   | 3–0                        | ACB河內                    | 香港                       | 黃鎮宇、楊正光、烏龍球     |
| 2009                       | 4月7日                     | 亞洲足協盃分組賽，第三輪   | 0–2                        | 吉打                       | 吉打                       |                            |
| 2009                       | 4月21日                    | 亞洲足協盃分組賽，第四輪   | 3–3                        | 吉打                       | 香港                       | 黃鎮宇、馬查度、鲍家耀     |
| 2009                       | 5月5日                     | 亞洲足協盃分組賽，第五輪   | 2–1                        | 春武里                     | 香港                       | 阿古沙、楊旭               |
| 2009                       | 5月19日                    | 亞洲足協盃分組賽，第六輪   | 0–3                        | ACB河內                    | 河內                       |                            |
| 2017                       | 2月23日                    | 亞冠盃分組賽G 組，第一輪   | 0–7                        | 廣州恆大                   | 天河體育場                 |                            |
| 2017                       | 3月1日                     | 亞冠盃分組賽G 組，第二輪   | 1–1                        | 川崎前鋒                   | 旺角大球場                 | 洛迪古斯                   |
| 2017                       | 3月14日                    | 亞冠盃分組賽G 組，第三輪   | 0–1                        | 水原三星藍翼               | 旺角大球場                 |                            |
| 2017                       | 4月12日                    | 亞冠盃分組賽G 組，第四輪   | 0–5                        | 水原三星藍翼               | 水原世界盃競技場           |                            |
| 2017                       | 4月25日                    | 亞冠盃分組賽G 組，第五輪   | 0–6                        | 廣州恆大                   | 旺角大球場                 |                            |
| 2017                       | 5月9日                     | 亞冠盃分組賽G 組，第六輪   | 0–4                        | 川崎前鋒                   | 等等力陸上競技場           |                            |
| 2018                       | 1月23日                    | 亞冠盃外圍賽第二圈         | 2–4                        | 清化                       | 旺角大球場                 | 勞高、洛迪古斯             |
| 2021                       | 6月23日                    | 亞協盃分組賽J 組，第一輪   | 0–1                        | 理文                       | 香港大球場                 |                            |
| 2021                       | 6月26日                    | 亞協盃分組賽J 組，第二輪   | 1–0                        | 220體育                    | 香港大球場                 | 李嘉耀                     |
| 2021                       | 6月29日                    | 亞協盃分組賽J 組，第三輪   | 1–0                        | 台南市                     | 香港大球場                 | 林恩許                     |
| 2022                       | 6月24日                    | 亞協盃分組賽J 組，第一輪   | 3–1                        | 理文                       | 武里南體育場               | 馬希偉、巴杜姆2            |
| 2022                       | 6月27日                    | 亞協盃分組賽J 組，第二輪   | 取消                       | 鄒北記                     | 武里南府                   |                            |
| 2022                       | 6月30日                    | 亞協盃分組賽J 組，第三輪   | 3–1                        | 台南市                     | 武里南府                   | 米基爾、孫銘謙、巴杜姆     |
| 2022                       | 9月6日                     | 亞協盃跨區準決賽           | 0–1                        | 索迪亞拿                   | 吉扎克                     |                            |
| 2024                       | 9月19日                    | 亞冠二分組賽E 組，第一輪   | 0–5                        | FC悉尼                     | 租庇利球場                 |                            |
| 2024                       | 10月3日                    | 亞冠二分組賽E 組，第二輪   | 2–3                        | 廣島三箭                   | 旺角大球場                 | 丹尼爾、巴科爾             |
| 2024                       | 10月25日                   | 亞冠二分組賽E 組，第三輪   | 2–1                        | 卡雅                       | 黎剎紀念體育場             | 馬高斯、巴科爾             |
| 2024                       | 11月7日                    | 亞冠二分組賽E 組，第四輪   | 1–2                        | 卡雅                       | 旺角大球場                 | 馬高斯                     |
| 2024                       | 11月28日                   | 亞冠二分組賽E 組，第五輪   | 1–4                        | FC悉尼                     | 旺角大球場                 | 巴科爾                     |
| 2024                       | 12月5日                    | 亞冠二分組賽E 組，第六輪   | 1–4                        | 廣島三箭                   | Edion和平翼廣島球場        | 吳宇曦                     |
| 2025                       | 9月17日                    | 亞冠二分組賽F 組，第一輪   |                            | 大阪飛腳                   | 市立吹田足球场             |                            |
| 2025                       | 10月2日                    | 亞冠二分組賽F 組，第二輪   |                            | 南定                       | 旺角大球場                 |                            |
| 2025                       | 10月22日                   | 亞冠二分組賽F 組，第三輪   |                            | 拉查布里                   | 龍太陽公園球場             |                            |
| 2025                       | 11月5日                    | 亞冠二分組賽F 組，第四輪   |                            | 拉查布里                   | 旺角大球場                 |                            |
| 2025                       | 11月27日                   | 亞冠二分組賽F 組，第五輪   |                            | 大阪飛腳                   | 旺角大球場                 |                            |
| 2025                       | 12月11日                   | 亞冠二分組賽F 組，第六輪   |                            | 南定                       | 天長體育場                 |                            |

## 球隊榮譽
| 榮譽                  | 次數        | 年度 |
| 本 土 聯 賽           | 本 土 聯 賽 | 本 土 聯 賽                                                                                                |
| --------------------- | ----------- | --- |
| 超級聯賽（頂級） 冠軍 | 1           | 2015–16 |
| 甲組聯賽(舊制)冠軍    | 4           | 1955-56, 1992-93, 1993-94, 1994-95                                                                         |
| 乙組聯賽(舊制)冠軍    | 1           | 1947-48 |
| 丙組聯賽(舊制)冠軍    | 1           | 2011–12 |
| 足總盃 冠軍           | 7           | 1983–84, 1992–93, 1993–94, 2013–14, 2019–20, 2023–24, 2024–25                                              |
| 高級組銀牌 冠軍       | 12          | 1939–40, 1952–53, 1955–56, 1981–82, 1986–87, 1992–93, 1993–94, 2007–08, 2014–15, 2015–16, 2019–20, 2024–25 |
| 香港社區盃 冠軍       | 1           | 2016 |
| 菁英盃 冠軍           | 1           | 2020–21 |

## 人員名單

### 管理層及職員名單
| 職 位                | 名 稱 及 國 籍 |
| -------------------- | -------------- |
| 管 理 層             |                |
| 榮譽會長：           | 林建名         |
| 主席：               | 鄭啟明         |
| 副會長及總監：       | 游永強         |
| 會務發展總監及領隊： | 戴文康         |
| 贊助商 :             |                |
| 美建集團             |                |
| 高級職員及行政職員   |                |
| 體育總監：           | 黃嘉華         |
| 青訓總監：           | 黃鎮宇         |
| 行政經理：           | 陳子龍         |
| 球隊助理：           | 薜輝龍         |
| 球隊助理：           | 馮鎮華         |
| 一隊教練團           |                |
| 主教練：             | 盧比度         |
| 助理教練：           | 高尼路         |
| 助理教練：           | 香港           |
| 守門員教練：         | 列卡度拿華路   |
| 運動治療師：         | 柏奧           |
| 技術分析師：         | 曼根           |
| 物理治療師：         | 陳振業         |
| 物理治療師：         | 林嘉舜         |

### 球員名單（2025-2026球季）
1. 者為傷患球員

| 球員註冊類別 | 球員註冊類別     |
| ------------ | ---------------- |
|              | 外援             |
|              | 多重國籍本地球員 |
|              | U-22青年球員     |

| 號碼   | 國籍     | 球員名字                                     | 出生日期       | 加盟年份 | 前效力球會     | 球員註冊身份 | 備註   |  |
| 守門員 | 守門員   | 守門員                                       | 守門員         | 守門員   | 守門員         | 守門員       | 守門員 |  |
| ------ | -------- | -------------------------------------------- | -------------- | -------- | -------------- | ------------ | ------ |  |
| 1      | 香港     | 葉鴻輝（Yapp Hung Fai, "Edmond"）            | 1990年3月21日  | 2014年   | 南華           |              | 副隊長 |  |
| 26     | 香港     | 廖富源（Liu Fu Yuen）                        | 1990年8月21日  | 2018年   | 黃大仙         |              |        |  |
| 80     | 香港     | 麥珈菕（Mak Ka Lun）                         | 2006年1月19日  | 2025年   | 青年軍         | U-22青年球員 |        |  |
| 後衛   |          |                                              |                |          |                |              |        |  |
| 2      | 蘇格蘭   | 賀爾（Calum Hall）                           | 2000年8月3日   | 2023年   | 盛大仙女流浪者 | 外援         |        |  |
| 19     | 香港     | 姚浩明（Yiu Ho Ming）                        | 1995年5月1日   | 2025年   | 標準流浪       |              | 新加盟 |  |
| 20     | 大韩民国 | 具滋龍（Ku Ja-ryong）                        | 1992年4月6日   | 2025年   | 富川FC         | 外援         | 新加盟 |  |
| 21     | 西班牙   | 丹尼爾（Daniel Almazan Vera）                | 1999年5月27日  | 2023年   | 巴亞蒙         | 外援         |        |  |
| 22     | 香港     | 梁冠聰（Leung Kwun Chung, "Rio"）            | 1992年4月1日   | 2019年   | 和富大埔       |              | 副隊長 |  |
| 30     | 香港     | 黃梓浩（Wong Tsz Ho）                        | 1994年3月7日   | 2014年   | 青年軍         |              | 副隊長 |  |
| 43     | 香港     | 黃安游（Uriel Contiero）                     | 2009年11月17日 | 2024年   | 青年軍         | U-22青年球員 |        |  |
| 88     | 香港     | 張文浩（Cheung Man Ho）                      | 2006年4月15日  | 2023年   | 青年軍         | U-22青年球員 |        |  |
| 中場   |          |                                              |                |          |                |              |        |  |
| 6      | 香港     | 劉君正（Lau Kwan Ching, "Jeffrey"）          | 2002年5月15日  | 2025年   | 北區           |              | 新加盟 |  |
| 16     | 香港     | 梁振邦（Leung Chun Pong）                    | 1986年10月1日  | 2016年   | 南華           |              | 隊長   |  |
| 23     | 香港     | 王飛揚（Wong Fred Yang）                     | 2009年3月6日   | 2025年   | 青年軍         | U-22青年球員 | 新加盟 |  |
| 27     | 西班牙   | 馬高斯（Marcos Gondra Krug）                 | 1987年1月1日   | 2021年   | 洛爾卡         | 外援         |        |  |
| 28     | 香港     | 蕭政（Siu Ching）                            | 2008年4月28日  | 2023年   | 青年軍         | U-22青年球員 |        |  |
| 32     | 香港     | 林衍廷（Lam Hin Ting, "Fatgor"）             | 1999年12月9日  | 2024年   | 標準流浪       |              |        |  |
| 42     | 香港     | 楊棟棋（Yeung Tung Ki, "JY"）                | 2006年9月18日  | 2022年   | 青年軍         | U-22青年球員 |        |  |
| 44     | 香港     | 柏拔（Prabhat Gurung , "Pra-Pra"）           | 2004年7月14日  | 2022年   | 青年軍         | U-22青年球員 |        |  |
| 前鋒   |          |                                              |                |          |                |              |        |  |
| 10     | 香港     | 洛迪古斯（Manuel Bleda Rodríguez）           | 1990年7月31日  | 2025年   | 自由身         |              |        |  |
| 11     | 巴西     | 費利浦薩（Felipe Alexandre Gonçalves de Sá） | 1995年5月29日  | 2024年   | 阿爾富吉拉     | 外援         |        |  |
| 29     | 香港     | 張廣然（Chang Kwong Yin）                    | 2002年2月24日  | 2025年   | 標準流浪       |              | 新加盟 |  |
| 33     | 香港     | 高銘浩（Gao Ming Ho）                        | 2008年4月7日   | 2023年   | 青年軍         | U-22青年球員 |        |  |
| 91     | 巴西     | 基華尼頓（Givanilton Martins Ferreira）      | 1991年4月13日  | 2025年   | 莊他武里       | 外援         | 新加盟 |  |
| -      | 蘇格蘭   | 史加利（Daniel Scally）                      | 1995年12月20日 | 2025年   | 港會           | 外援         |        |  |

### 外借球員（2025–2026球季）
| 國籍 | 球員名字                          | 位置   | 出生日期     | 外借球會 |
| ---- | --------------------------------- | ------ | ------------ | -------- |
| 香港 | 鍾凱文（Chung Hoi Man, "Ma-Wan"） | 守門員 | 2003年1月2日 | 北區     |

### 離隊球員，管理層及職員名單（2025–2026球季）
| 國籍                       | 球員名字                                    | 位置       | 出生日期       | 加盟球會                |
| 夏季轉會窗                 | 夏季轉會窗                                  | 夏季轉會窗 | 夏季轉會窗     | 夏季轉會窗              |
| -------------------------- | ------------------------------------------- | ---------- | -------------- | ----------------------- |
| 香港                       | 馬希偉（Ma Hei Wai ,"Timmy"）               | 中場       | 2004年2月3日   | 陝西聯                  |
| 香港                       | 亞歷斯祖（Alexander Christian Jojo）        | 後衛       | 1999年2月11日  | 上海海港                |
| 香港                       | 賓紀文（Clément Sami Nicolas Benhaddouche） | 後衛       | 1996年5月11日  | 深圳青年人              |
| 香港                       | 蕭頌楠（Siu Chung Nam）                     | 後衛       | 2006年1月2日   |                         |
| 香港                       | 林千裕（Lam Chin Yu）                       | 後衛       | 2005年3月5日   | 九龍城                  |
| 香港                       | 劉慶友（Liu Hing Yau）                      | 前鋒       | 2006年5月24日  |                         |
| 香港                       | 李俊霆（Lee Chun Ting）                     | 前鋒       | 2005年6月1日   | 九龍城                  |
| 西班牙                     | 巴科爾（Noah Koffi Baffoe Donkor）          | 前鋒       | 1993年5月21日  | 理文                    |
| 西班牙                     | 巴杜姆（Víctor Bertomeu de la Hoz）         | 前鋒       | 1992年10月19日 |                         |
| 哥伦比亚                   | 卡路士（Carlos Anderson Pérez Ochoa）       | 後衛       | 1995年6月15日  | Deportivo Binacional FC |
| 挪威                       | 拿亞（Nii Noye Kodjo Samuel Nyarko Narh）   | 後衛       | 1994年12月19日 |                         |
| 塞尔维亚                   | 米祖域（Aleksander Mitrovic）               | 後衛       | 1998年8月10日  | 農布阿皮查亞            |
| 中国                       | 顧斌（Gu Bin）                              | 中場       | 1991年11月10日 | 東區                    |
| 非轉會窗時期(夏季轉會窗後) |                                             |            |                |                         |
| 冬季轉會窗                 |                                             |            |                |                         |
| 非轉會窗時期(冬季轉會窗後) |                                             |            |                |                         |

## 歷任職球員名單

### 歷任教練
- 盧比度 (2021年– 現今)
- 李志堅 (2019年– 2021年)
- 安祖史杜錫（英语：Andrejs Stolcers）：（2019年）
- 黃鎮宇：（2019年）
- 陳婉婷：（2015年–2017年、2018年–2019年）
- 司徒文俊：（2017年–2018年）
- 楊正光：（2015年）
- 高尼路：（2013年–2015年）
- 李健和：（2008年–2013年、2018年）
- 米路：（2007年–2008年）
- 曾偉忠：（1996年–1998年）
- 吳偉文：（1988年、1995年–1996年）
- 陳鴻平：（1991年–1995年）
- 畢偉康：（1983年–1988年）
- 卜比摩亞：（1982年–1983年）
- 黃興桂：（1979年–1982年、1988年–1990年）
- 林尚義：（1972年–1973年）

### 歷任球隊隊長
- 梁振邦：（2018年一）
- 葉鴻輝：（2015年一2018年）
- 梁志榮：（2013年一2015年）
- 黃鎮宇：（2008年一2009年）
- 鮑家耀：（2007年一2008年）
- 譚拔士：（1995年一1996年）
- 希福特：（1992年一1994年）

## 曾效力球員

### 本地球員
| 歐偉倫     | 白鶴   | 鄭皓文 | 鍾皓賢 | 張健峰   | 法圖斯 | 何志榮 | 何國泉   |
| 鞠盈智     | 徐德帥 | 林嘉緯 | 賴啟卓 | 黎柏勇   | 李健和 | 李思明 | 李偉文   |
| 李康廉     | 李海強 | 梁子成 | 梁智駒 | 梁志榮   | 梁國威 | 梁子駿 | 盧俊傑   |
| 羅繼華     | 羅港威 | 麥國輝 | 吳偉超 | 鮑家耀   | 岑國培 | 蘇偉泉 | 司徒文俊 |
| 談樂軒     | 譚兆偉 | 陳家樂 | 唐建文 | 馮慶燁   | 曾至孝 | 曾錦濤 | 曾兆榮   |
| 黃鎮宇     | 王國斌 | 黃耀富 | 楊正光 | 楊熙智   | 葉鴻輝 | 葉子俊 | 劉浩霖   |
| 姚浩明     | 姚學文 | 余浩邦 | 周均俊 | 鄭少偉   | 孫銘謙 | 茹子楠 | 亞歷斯祖 |
| 黃浩然     | 余在言 | 吳宇曦 | 黃皓雋 | 洛迪古斯 | 比圖   | 羅拔圖 | 辛祖     |
| 迪高       | 亞古沙 | 基藍馬 | 鄭兆聰 | 譚拔士   | 麥基   | 聶凌峰 | 安基斯   |
| 佐敦查維斯 | 陳志強 | 陳志光 | 侯澄滔 | 陳志賢   | 陳慶榮 | 張金華 | 趙俊明   |
| 周振宇     | 朱永強 | 李育德 | 何應芬 | 賴羅球   | 李偉和 | 羅偉志 | 彭志棠   |
| 潘嘉明     | 鄧錦添 | 湯德健 | 曾偉忠 | 韋君龍   | 黃國安 | 黃偉德 | 黃耀信   |
| 楊健強     | 張國強 | 鄭英權 | 林尚義 | 莫振華   | 吳偉文 | 黃文偉 | 何容興   |

### 外援球員
| 盧斯曼奴 | 沙尼       | 基亞       | 黃利     | 瑟頓       | 巴域斯   | 慕華     |            |
| 美亞     | 麥阿里士打 | 米曹       | 馬查度   | 奧拉利     | 費拉拿   | 比高     |            |
| 法比奧   | 歷高       | 尼圖       | 盧斯奧   | 保羅軒歷基 | 洛迪高   | 馬斯奧   |            |
| 奧迪     | 謝法臣     | 邵馬       | 法比安奴 | 保羅施薩   | 基奧雲尼 | 伊達     |            |
| 連拿度   | 勞高       | 沙巴       | 般盧     | 島袋笠臣   | 慕沙     | 盧卡斯   |            |
| 杜度     | 利馬       | 米基爾     | 艾華頓   | 艾華度     | 曾其祥   | 楊旭     | 顧斌       |
| 朱康銘   | 卡路士     | 美路史拿域 | 柏力奇   | 安斯高     | 阿倫波爾 | 卜比摩亞 | 萊頓       |
| 馬田     | 史杜利     | 布肯南     | 布連     | 聖加利     | 施利     | 柏頓     |            |
| 希福特   | 加力查     | 獲加       | 夏普立   | 漢斯貝利   | 真健士   | 布祿瓊   |            |
| 歷格斯   | 荷西安祖   | 杜華利     | 巴杜姆   | 巴科爾     | 古高     | 紐尼斯   |            |
| 簡古爾   | 羅拔士     | 奧沙       | 佐田繁理 | 井川祐輔   | 韓載雄   | 曹泰根   |            |
| 柳志成   | 高素巴耶夫 | 艾力士     | 唐辛士   | 高連尼     | 拿亞     | 歷臣     | 利馬彭利拿 |
| 米祖域   | 麥柏蘭     | 李度       | 陳浩瑋   | 蔡立靖     | 雷約翰   | 笠夫     | 馬殊       |
| 麥卡菲   |            |            |          |            |          |          |            |

## 友好球會
- 葡萄牙甲組足球聯賽球會科瓦彼達迪（英语：C.D. Cova da Piedade） [只於「東方龍獅」時期出現]
- 法國乙組足球聯賽球會索察 [只於「東方龍獅」時期出現]

## 外部連結
- 東方體育會足球隊官方網站（页面存档备份，存于）
- 東方足球隊的Facebook專頁
- 東方足球隊的Instagram帳戶
- 東方足球隊的X（前Twitter）
- 中國香港足球總會網頁球會資料（页面存档备份，存于）